# 소허사도
소허사도(小許沙島)는 전라남도 신안군 임자면에 있는 섬이다. 특정도서로 지정하여 관리되고 있다.

## 특정도서
소허사도는 해식동, 타포니가 형성되어 있고, 희귀식물인 섬향나무가 다수 서식하고 있어 독도 등 도서지역의 생태계보전에 관한 특별법에 의거 특정도서로 지정되었다.
- 지정번호 : 제96호
- 면적 : 242,876m2
- 지번 : 전라남도 신안군 임자면 재원리 산358